# Czarny PR
Czarny PR (potocznie czarny peer, czarny pijar od czytanego z języka angielskiego skrótu wyrazów public relations "pi-ar" /piː ɑː(r)/), antyreklama, negatywna kampania wyborcza – zaprzeczenie etycznego PR i wypaczenie profesjonalnie kształtowanych relacji z otoczeniem. Ukierunkowany jest na dezinformację, wprowadzanie w błąd oraz nieuczciwe prezentowanie faktów. Działania te niszczą wszystkie wartości jakie niesie za sobą profesjonalnie realizowana komunikacja. Określenie to: "czarny PR" funkcjonuje tylko w Polsce i oznacza działania planowe, prowadzone "w złej wierze" w celu np. wprowadzenia w błąd. Wielu przedstawicieli nauki w Polsce i środowiska praktyków sprzeciwiają się używaniu terminu "czarny PR", bowiem jest on zaprzeczeniem istoty PR, profesjonalizmu i rzetelności w komunikowaniu. Termin "czarny PR" jest pochodną zakazów jakie znajdują się w branżowych kodeksach etycznych, np. Kodeks Etyki PSPR czy Standardy Profesjonalnego Public Relations.   
Stosunkowo nową metodą „oczerniania” jest przedstawianie fałszywych raportów i sfałszowanych analiz, często w oparciu o markę organizacji lub instytucji na pozór niezależnych. Tego typu dokumenty i analizy rynkowe mają na celu podważyć wiarygodność atakowanego przeciwnika.

## Przykłady czarnego PR w Polsce
Treść tego artykułu może nie być zgodna z zasadami neutralnego punktu widzenia,
ponieważ przykłady są niedostatecznie neutralnie dobrane (zob. dyskusja tego hasła).
Dokładniejsze informacje o tym, co należy poprawić, być może znajdują się w dyskusji tego artykułu.
 Po wyeliminowaniu niedoskonałości należy usunąć szablon {{Dopracować}} z tego artykułu.

### Wybory 2000
Wykorzystany w wyborach prezydenckich roku 2000 przeciwko Aleksandrowi Kwaśniewskiemu np. „Incydent kaliski”. W 1997 roku wysiadający w Kaliszu z helikoptera prezydent Kwaśniewski wraz ze świtą swoich współpracowników zachęcał pochodzącego z ziemi kaliskiej Marka Siwca do tego, aby ten ukląkł i ucałował ziemię tak, jak miał to w zwyczaju Jan Paweł II podczas swoich wizyt po opuszczeniu samolotu. Kamery TV zarejestrowały to zdarzenie, łącznie z wesołą atmosferą prezydenckiej ekipy, gdy Siwiec uczynił – tak jak papież – znak krzyża i życzeniu Kwaśniewskiego zadośćuczynił. Kilkudziesięciosekundowy film pokazujący ten „dowcip” pokazano publicznie jednak dopiero po trzech latach; według specjalistów Pracowni Badań Społecznych jego ujawnienie przyczyniło się do obniżenia notowań Kwaśniewskiego.

### Wybory 2005
Szczególnie często używany w czasie kampanii przed wyborami prezydenckimi w 2005 roku w propagandowych posunięciach prowadzących kampanię wyborczą działaczy Prawa i Sprawiedliwości, pracujących dla Lecha Kaczyńskiego, i Platformy Obywatelskiej, pracujących dla Donalda Tuska, mających na celu zdyskredytowanie w oczach opinii publicznej kandydata przeciwnika przy użyciu plotek, półprawd i fałszywych świadectw. Jednym z głośniejszych przykładów takiego posunięcia było też przekazanie mediom przez szefa kampanii telewizyjnej PiS, Jacka Kurskiego, sugestii, że dziadek Donalda Tuska, Józef Tusk w czasie II wojny światowej służył ochotniczo w Wehrmachcie. Okazało się to jednak nadużyciem, bowiem dziadek Tuska rzeczywiście był w armii, ale został do niej wcielony pod przymusem. W rezultacie w sondażach prowadzonych przez Gazetę Wyborczą nastąpił spadek poparcia dla Platformy Obywatelskiej.

### Gospodarka
- w 1998 roku do mediów przedostała się informacja, że zupki producenta zupek w proszku – przedsiębiorstwa Amino zawierają salmonellę. Producent był zmuszony wycofać partię produktu ze sklepów. Przeprowadzone niezwłocznie badania laboratoryjne nie potwierdziły doniesień prasy, jednak wiadomość o szkodliwych proszkach zdążyła się utrwalić w świadomości odbiorców[8].
- w 2003 roku miał w Polsce miejsce spór wokół ustawy o biopaliwach pomiędzy lobby naftowym (na czele z Orlenem) a Aleksandrem Gudzowatym, który chciał inwestować w produkcję domieszek, wraz z mocno związanymi z PSL właścicielami pól rzepakowych. Przeciwnicy biopaliw stosowali m.in. powoływanie się na mało wiarygodne ekspertyzy, które miały dowieść szkód, jakie wywołują biopaliwa w silnikach samochodowych; ukrywanie faktu, że w benzynach już występują różne biododatki, tylko dotąd stanowiły mniejszy procent zawartości; przedstawianie parlamentarzystów, którzy byli zwolennikami wprowadzenia biopaliw, jako ludzi dbających wyłącznie o własny interes[8].
- w kwietniu 2011 roku amerykańska organizacja Council for European Investment Security (CEIS) wydała raport, w którym przestrzegała zachodnie przedsiębiorstwa przed inwestowaniem w Polsce. Jej autor, Robert J. Shapiro jako jedyny przykład podawał spór prawny, toczący się pomiędzy Telekomunikacją Polską a duńskim przedsiębiorstwem DPTG. Polscy eksperci (m.in. Sławomir Majman z PAIiIZ, Bohdan Wyżnikiewicz z Instytutu Badań nad Gospodarką Rynkową oraz Krzysztof Szubert z BCC) podważali wiarygodność Shapiro, jego zarzuty uważając za niepoważne i nie poparte dowodami. Domniemanym celem raportu było wymuszenie na TP SA uregulowania znaczącej płatności względem DPTG, zanim zapadnie w tej sprawie prawomocny, potencjalnie niekorzystny dla duńskiego przedsiębiorstwa wyrok sądu[9]. Eksperci z branży PR koszt negatywnej kampanii, która ma zmusić TP SA do wypłacenia kilkuset milionów euro byłemu duńskiemu kontrahentowi, szacują nawet na milion dolarów[10].
- w 2011 roku na fali rozważań dotyczących możliwości wydobywania w Polsce gazu łupkowego na dużą skalę w polskich mediach pojawiły się często niepotwierdzone informacje dotyczące zagrożeń środowiskowych, których celem było podważenie zasadności realizacji projektów gazu łupkowego[11].